# Ekonomika
Ekonomika kao znanstvena disciplina sastoji se od dva osnovna dijela: makroekonomike i mikroekonomike.
Makroekonomika proučava gospodarstvo u cjelini; nacionalni dohodak, opću razinu cijena, nezaposlenost, inflaciju i slične agregatne varijable, dok se mikroekonomika bavi izučavanjem ponašanja pojedinačnih gospodarskih subjekata. Dakle proučavanje dijela i cjeline je glavni kriterij po kojem se mikroekonomija razdvaja od makroekonomije.
Mikroekonomika kao praksa, empirija, odnosno mikroekonomika kao znanost bavi se proučavanjem pojedinačnih gospodarskih subjekata, lokalnih tržišta i sl.
Sama po sebi vrlo je bliska pojmu ekonomike poslovanja ili poslovne ekonomike.
Mikroekonomija se sastoji od brojnih znanstvenih disciplina kao što su marketing, management, strateški management, računovodstvo, poslovna organizacija, vanjsko trgovinsko poslovanje, operacijska istraživanja, poslovna logistika, istraživanje tržišta, promocija, međunarodni marketing, međunarodna ekonomija, projektiranje organizacije itd.